# Уонка
„Уонка“ (на английски: Wonka) е мюзикъл фентъзи филм от 2023 година на режисьора Пол Кинг, който е съсценарист със Саймън Фарнаби. Служи като прелюдия на романа от 1964 г. – „Чарли и шоколадовата фабрика“, написан от Роалд Дал. Във филма участват Тимъти Шаламе, Кала Лейн, Кийгън Майкъл-Кий, Патерсън Джоузеф, Мат Лукас, Матю Бейнтън, Сали Хокинс, Роуън Аткинсън, Джим Картър, Том Дейвис, Оливия Колман и Хю Грант.
Световната премиера на филма се проведе в Royal Festival Hall, Southbank Centre в Лондон на 28 ноември 2023 г., и излиза по кината във Великобритания на 8 декември и в Съединените щати на 15 декември 2023 г. от „Уорнър Брос Пикчърс“. Филмът получава генерално позитивни отзиви от критиците и е номиниран за няколко награди, включително „Златен глобус“ за най добър актьор в мюзикъл и комедия на Тимъти Шаламе.

## Сюжет
Историята на младия Уили Уонка и неговите приключения разказват за откриването на най-известната шоколадова фабрика на света.

## Актьорски състав
- Тимъти Шаламе[6] – Уили Уонка, ексцентричен шоколадиер. Според Кинг той е първият и единствен избор за ролята на Уонка, след като видя училищните му изпълнения в YouTube, в които танцува и пее.[7] Преди Шаламе, на кастинг се явили Доналд Глоувър, Езра Милър и Райън Гослинг.
- Кала Лейн – Нудъл, сираче, която става асистент на Уили[8]
- Кийгън-Майкъл Кий – Шефът на полицията[8]
- Патерсън Джоузеф – Артър Слъгуърт, корумпиран бизнесмен и водач на Шоколадовия квартел[9]
- Мат Лукас – Продноус[8]
- Матю Бейнтън – Фикългрубър[8]
- Сали Хокинс – Майката на Уили Уонка[8]
- Роуън Аткинсън – Отец Джулиъс, свещеник[8]
- Джим Картър – Абакъс Крънч[8]
- Наташа Ротуел – Пайпър Бенц[8]
- Оливия Колман – госпожа Скръбит[8]
- Хю Грант – Лофти, Умпа-Лумпа[10][11]
- Рич Фулчър – Лари Чъкълсуърт[8]
- Ракий Такар – Лоти Бел[8]
- Том Дейвис – Блийчър[8]
- Кобна Холдбрук-Смит – Полицай Афейбъл
- Саймън Фарнаби – Базил
- Шарлот Ричи – Барбара
- Ели Уайт – Гуени
- Софи Уинкълман – Графинята
- Мъри Маккартър – Капитан на кораб[12]
- Трейси Айфачор – Дороти Смит[13]
- Айси Съти – Продавач на плодове и зеленчуц[14]
- Фил Уонг – Колин
- Тим Фицхигам – Капитан на кораб[15]
- Доминик Колман – Донован, шофьор на Слъгуърт

## Производство
През октомври 2016 г. „Уорнър Брос Пикчърс“ купува правата на героя „Уили Уонка“ от Роалд Дал, докато филма е в разработка от продуцентите Дейвид Хеймън и Майкъл Сийгъл. През февруари 2018 г., е обявено, че Пол Кинг преговаря за режисьор. В същата година е съобщено, че в студийния списък с актьорите се включват Доналд Глоувър, Райън Гослинг и Езра Милър за ролята на Уили Уонка, и е разкрито, че филмът ще служи като прелюдия на романа „Уили Уонка и шоколадовата фабрика“ от 1964 г.
През януари 2021 г. е потвърдено, че Кинг ще е режисьор на филма, който сега е озаглавен като „Уонка“. През май, Тимъти Шаламе е предложен да изиграе заглавната роля, и е съобщено, че филмът ще включва музикални номера. Също е разкрито, че филмът ще използва сценария, пренаписан от Саймън Фарнаби. Том Холанд също беше фаворит за ролята, преди Шаламе да бъде добавен в състава. През септември 2021 г., е обявено, че Кийгън-Майкъл Кий, Сали Хокинс, Роуан Аткинсън, Оливия Колман и Джим Картър се включиха в актьорския състав, докато Фарнаби е предложен за роля.
Снимките започват във Великобритания през септември 2021 г., докато Сиймъс Макгарви е нает като оператор на филма, Нейтън Кроули като сценограф, Марк Еверсън като монтажист, и Линди Хеминг като художник по костюмите. Снимките се провеждат в „Лайм Реджис“ и „Бат“, както и в Warner Bros. Studios, Leavesden в Уатфорд. Снимките също се проведоха в Rivoli Ballroom в Брокли, Лондон. През декември, Макгарви се оттегля като оператор, докато е заместен от Чунг-чунг Хун. Сцените са заснети в Оксфорд през декември и февруари.

## Музика
Нийл Ханън, главният певец от групата The Divine Comedy, пише оригинални песни за филма.

## Премиера
Специалните екранизации на филма се проведоха в ShowEast на 24 октомври 2023 г., и в аудиторията Naval Support Activity Hampton Roads на 19 ноември. На 20 ноември специалната премиера се проведе в Токио с червен килим, посетен от режисьора Пол Кинг, и звездите Тимъти Шаламе и Хю Грант. На 28 ноември 2023 г. се проведе световната премиера в Royal Festival Hall, Southbank Centre, Лондон. Филмът е пуснат по кината от „Уорнър Брос Пикчърс“ във Великобритания на 8 декември 2023 г., и е последван от американска премиера на 15 декември. Оригинално е насрочен да излезе на 17 март 2023 г.